# 세인트키츠 네비스

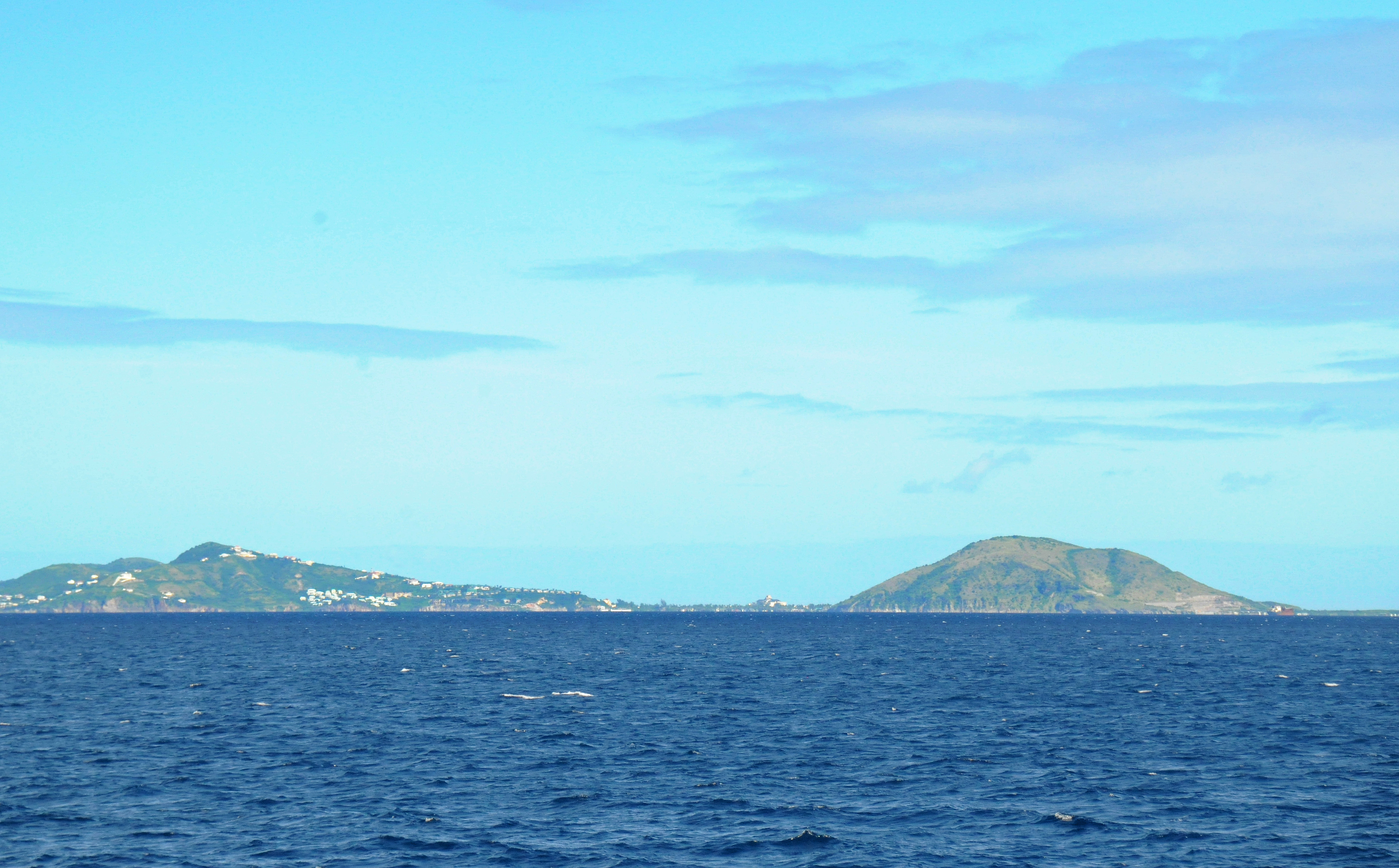

세인트크리스토퍼 네비스 연방(영어: Federation of Saint Christopher and Nevis) 또는 줄여서 세인트키츠 네비스(Saint Kitts and Nevis, 문화어: 쎈트키츠네비스)는 1983년 영국으로부터 독립한 섬나라이며 수도는 바스테르이다. 세인트크리스토퍼 네비스(Saint Christopher and Nevis)라고 부르기도 한다.
카리브해의 리워드 제도 최북단에 위치한 세인트키츠 섬과 네비스 섬으로 이루어진 나라이다. 1967년 "세인트크리스토퍼 네비스 앵귈라"라는 이름으로 자치권을 획득하고 1983년 9월에 이르러 완전 독립을 달성한다. 영국연방의 48번째 가맹국이며 국제 연합(UN)의 158번째 승인국이기도 하다. 주요 산업은 농업과 관광이며, 특히 국가 수출의 60% 이상을 사탕수수가 차지하고 있다. 아메리카 대륙에서 면적이 가장 작은 나라이며 인구가 가장 적은 나라이기도 하다.

## 역사
유럽인이 도착하기 전에 5천 년 간, 섬은 인디언들이 거주하고 있었다. 유럽인이 오기 전에 가장 최근 정착한 민족은 약 3세기 전에 섬에 왔던 칼리나고 족이었다.
1493년 콜럼버스가 2차항해중에 발견한 후 17세기초까지 스페인령이었다. 1623년에 영국인 처음으로 식민지를 서인도 제도에 개척하기 시작한 곳이다. 1627년에 프랑스인들이 세인트키츠섬에 유입된 이후 100년이 넘게 영국과 프랑스의 갈등이 계속되다가, 1782년에 브림스톤힐에서 영국이 프랑스를 물리친 후 세인트키츠섬에 대한 영국 통치가 확립되었다. 1783년 베르사유조약에 의해 세인트키츠섬과 네비스섬은 영국령으로 확정된다. 앵귈라(Anguilla)를 비롯한 작은 섬들은 1882년에 통합되었다.
1958년에 서인도연방에 가입하여 1967년 해체될 때까지 남아 있었다. 1967년 2월에 세인트키츠섬·네비스섬·앵귈라섬이 영국의 연방주가 되어, 내정자치권을 가지되 국방 및 외교 문제는 영국이 관할하게 되었다. 앵귈라는 1967년 7월에 독립을 선언했으나, 영국의 개입으로 1971년 7월에 앵귈라조약이 체결되고 영국의 직할통치를 받게 되었다. 앵귈라와 세인트키츠 및 네비스의 연합관계는 1980년에 공식적으로 단절되었다. 1982년에 영국 런던에서 제헌회의가 개최되었고, 1983년 9월 19일 세인트크리스토퍼네비스 연방으로 독립하였다. 이후 1988년에 다시 국명이 세인트키츠네비스 연방으로 바뀌었다.

## 지리
세인트키츠 네비스는 두 개의 주도(洲島), 즉 세인트키츠 섬(Saint Kitts)과 네비스 섬(Nevis)으로 구성되어 있다(네비스 섬은 현재 분리 독립을 원하고 있으며, 일부 자치권을 행사하고 있다). 타원형을 이루는 세인트키츠 섬엔 나라에서 가장 높은 봉우리가 위치하는데, 이 봉우리를 '리아무이가 산(Mt. Liamuiga, 1156m)라 한다. 또, 세인트키츠 섬의 북쪽 절반은 산악지대이며 리아무이가 산의 숲이 우거진 분화구에 호수가 형성되어 있다. 세인트키츠 섬 남쪽에 위치한 내로스 해협을 지나면 네비스섬을 볼 수 있다. 네비스 섬은 산으로 이루어져 있어 멀리서 보면 하나의 산 모양을 띄고 있다.

## 기후
열대 해양성의 기후로, 연평균 기온은 26 °C이며, 습도는 70% 정도이다. 지속적으로 부는 북동 무역풍의 영향으로 기온의 일교차와 연교차는 작다. 연평균 강수량은 1,397mm로, 5월부터 11월까지가 우기에 해당하지만 다른 카리브 해 국가와 달리 계절에 따른 편차는 크지 않다. 허리케인의 이동 경로에 위치하고 있어 7월부터 10월까지 허리케인의 피해를 자주 입는다.
| Saint Kitts and Nevis (1991-2015)의 기후 | Saint Kitts and Nevis (1991-2015)의 기후 | Saint Kitts and Nevis (1991-2015)의 기후 | Saint Kitts and Nevis (1991-2015)의 기후 | Saint Kitts and Nevis (1991-2015)의 기후 | Saint Kitts and Nevis (1991-2015)의 기후 | Saint Kitts and Nevis (1991-2015)의 기후 | Saint Kitts and Nevis (1991-2015)의 기후 | Saint Kitts and Nevis (1991-2015)의 기후 | Saint Kitts and Nevis (1991-2015)의 기후 | Saint Kitts and Nevis (1991-2015)의 기후 | Saint Kitts and Nevis (1991-2015)의 기후 | Saint Kitts and Nevis (1991-2015)의 기후 | Saint Kitts and Nevis (1991-2015)의 기후 |
| 월                                       | 1월                                      | 2월                                      | 3월                                      | 4월                                      | 5월                                      | 6월                                      | 7월                                      | 8월                                      | 9월                                      | 10월                                     | 11월                                     | 12월                                     | 연간                                     |
| ---------------------------------------- | ---------------------------------------- | ---------------------------------------- | ---------------------------------------- | ---------------------------------------- | ---------------------------------------- | ---------------------------------------- | ---------------------------------------- | ---------------------------------------- | ---------------------------------------- | ---------------------------------------- | ---------------------------------------- | ---------------------------------------- | ---------------------------------------- |
| 일일 평균 기온 °C (°F)                   | 23.9 (75.0)                              | 23.8 (74.8)                              | 24.0 (75.2)                              | 24.7 (76.5)                              | 25.5 (77.9)                              | 26.2 (79.2)                              | 26.3 (79.3)                              | 26.6 (79.9)                              | 26.4 (79.5)                              | 26.0 (78.8)                              | 25.4 (77.7)                              | 24.4 (75.9)                              | 25.3 (77.5)                              |
| 평균 강수량 mm (인치)                    | 150 (5.9)                                | 102 (4.0)                                | 99 (3.9)                                 | 153 (6.0)                                | 219 (8.6)                                | 181 (7.1)                                | 214 (8.4)                                | 232 (9.1)                                | 222 (8.7)                                | 289 (11.4)                               | 286 (11.3)                               | 225 (8.9)                                | 2,372 (93.3)                             |
| 출처: Climate Change Knowledge Portal    |                                          |                                          |                                          |                                          |                                          |                                          |                                          |                                          |                                          |                                          |                                          |                                          |                                          |

## 주민과 언어
주민은 처음에 백인의 첫 이주지였지만, 현재는 아프리카계 흑인이 대부분으로 백인 계통은 소수를 차지한다. 언어는 영어가 공용어로, 가장 많이 사용되고 있다. 종교는 성공회, 로마 가톨릭교회 등의 기독교가 중심이다.

## 문화
경마와 축구를 즐기며 특히 크리켓을 가장 많이 즐긴다. 이 나라의 유명한 크리켓 선수들은 서인도 제도 크리켓 대표팀 소속으로 크리켓 월드컵에 출전한다.

## 군사
이 나라는 모병제를 실시하는 국가이다.

## 외교

### 대한 관계
영국으로부터 독립한 1983년에 대한민국과 일찍 수교하였으며, 조선민주주의인민공화국과는 1991년에 늦게 수교하였다. 남북한의 동시수교국으로 보인다.

### 대중 관계
중화민국과 수교하고 있으나, 중화인민공화국와 수교하지 않았다.